# Bundestagswahlkreis Rotenburg – Verden
Der Bundestagswahlkreis Rotenburg – Verden war ein Wahlkreis in Niedersachsen bei den Bundestagswahlen 2002 und 2005. Er trug die Wahlkreisnummer 35 und umfasste die Landkreise Verden und Rotenburg (Wümme).

## Geschichte
Im Zuge der Neuordnung der Wahlkreise vor der Bundestagswahl 2002 wurde der Wahlkreis Rotenburg – Verden aus Teilen der ehemaligen Wahlkreise Stade – Rotenburg I, Verden – Osterholz und Soltau-Fallingbostel – Rotenburg II neu gebildet.
Zur Bundestagswahl 2009 wurde er wieder aufgelöst. Der Landkreis Verden wurde wieder dem Bundestagswahlkreis Osterholz – Verden zugeordnet, der Landkreis Rotenburg verteilt sich seitdem auf die Wahlkreise Rotenburg I – Soltau-Fallingbostel und Stade I – Rotenburg II.

## Wahlergebnisse

### Bundestagswahl 2005
Die Bundestagswahl 2005 hatte folgendes Ergebnis:
| Direktkandidat                   | Partei               | Erststimmen in % | Zweitstimmen in % |
| -------------------------------- | -------------------- | ---------------- | ----------------- |
| Joachim Stünker                  | SPD                  | 44,2             | 40,5              |
| Reinhard Grindel                 | CDU                  | 40,3             | 35,2              |
| Ina Lenke                        | FDP                  | 5,0              | 9,4               |
| Karin Labinsky-Meyer             | GRÜNE                | 5,7              | 7,8               |
| Werner Graf von Soden-Fraunhofen | Die Linke.           | 3,2              | 4,1               |
| Rigolf Hennig                    | NPD                  | 1,7              | 1,5               |
| –                                | Die Tierschutzpartei | –                | 0,6               |
| –                                | PBC                  | –                | 0,3               |
| –                                | GRAUE                | –                | 0,3               |
| –                                | BüSo                 | –                | 0,1               |
| –                                | MLPD                 | –                | 0,0               |
| –                                | Pro DM               | –                | 0,1               |

## Bisherige Abgeordnete
Direkt gewählte Abgeordnete des Wahlkreises waren:
| Wahl | Name            | Partei | Erststimmen in % |
| ---- | --------------- | ------ | ---------------- |
| 2005 | Joachim Stünker | SPD    | 44,2             |
| 2002 | Joachim Stünker | SPD    | 47,7             |